# Chacao (Wenezuela)
Chacao – polityczna i administracyjna dzielnica miasta Caracas, w Wenezueli.
Ten podmiot prawny jest znany jako Dystrykt Stołeczny Caracas. Chacao jest także jedną z 21 gmin, które tworzą stan Miranda w Wenezueli.
Według danych ze spisu ludności w 2011 roku liczba mieszkańców wyniosła 61 213.